# A Subtle Plague
A Subtle Plague est un groupe de rock indépendant américain.

## Biographie
Le groupe est formé en 1986 par Pat Ryan, Christopher Simmersbach et Ana Lucia Martin, tous les trois étudiants au Bard College dans l'État de New York. Après une année passée à Philadelphie, il s'établit ensuite à San Francisco.
Les premiers albums Inheritance et Implosion sortent au début des années 1990 dans l'indifférence générale. À la suite d'une rencontre en Hongrie avec Noir Désir, A Subtle Plague atteint une petite visibilité en France en assurant certaines premières parties du quatuor bordelais lors de la tournée Tostaky. Le groupe effectue de nombreux concerts en Allemagne et voit l'édition allemande de Rolling Stone les surnommer the Grateful Dead of the '90s. L'album suivant No Reprise est enregistré par Giorgio Canali réalisé par Fred Vidalenc Giorgio Canali  et Bertrand Cantat, il sort en 1995 chez Rough Trade. C'est sur le label Grosse Rose Records, fondé par Noir Désir, que l'album Hung to Dry est édité en 1996. En raison de la sortie de 666 667 Club, Bertrand Cantat ne peut produire Hung to Dry, c'est finalement David Weber que le groupe connait à travers son travail avec Drive Blind qui sera retenu.
Durant son existence, le groupe tourne intensément en Europe, donnant en moyenne 125 concerts par an et partage l'affiche avec Iggy Pop, Lou Reed, Mudhoney, Vic Chesnutt, Chumbawamba, Sister Double Happiness, Noir Désir, H-Blockx, The Notwist, The Jesus Lizard, Sonic Youth et Soul Asylum.

## Discographie
- 1990 : Inheritance
- 1993 : Implosion
- 1995 : No Reprise
- 1996 : Hung to Dry
- 1999 : Secret Lives

## Membres
- Pat Ryan - chant
- Ana Lucia Martin - chant
- Sean Coffey - batterie
- Christopher Simmersbach - guitare
- Patrick Simmersbach - guitare
- Benjii Simmersbach - basse, chant